# Straight-ahead jazz

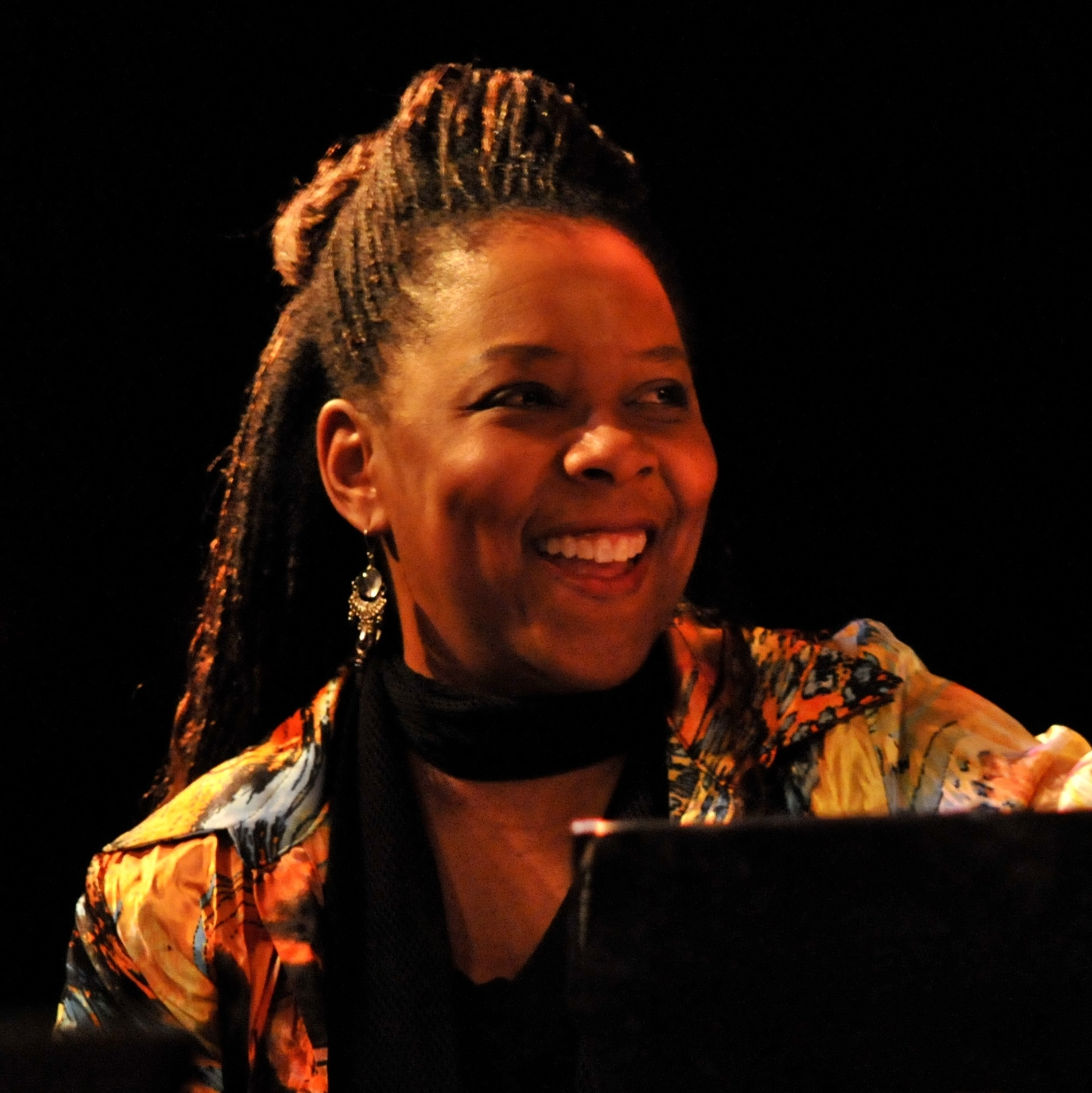
Patrice Rushen nel 2010

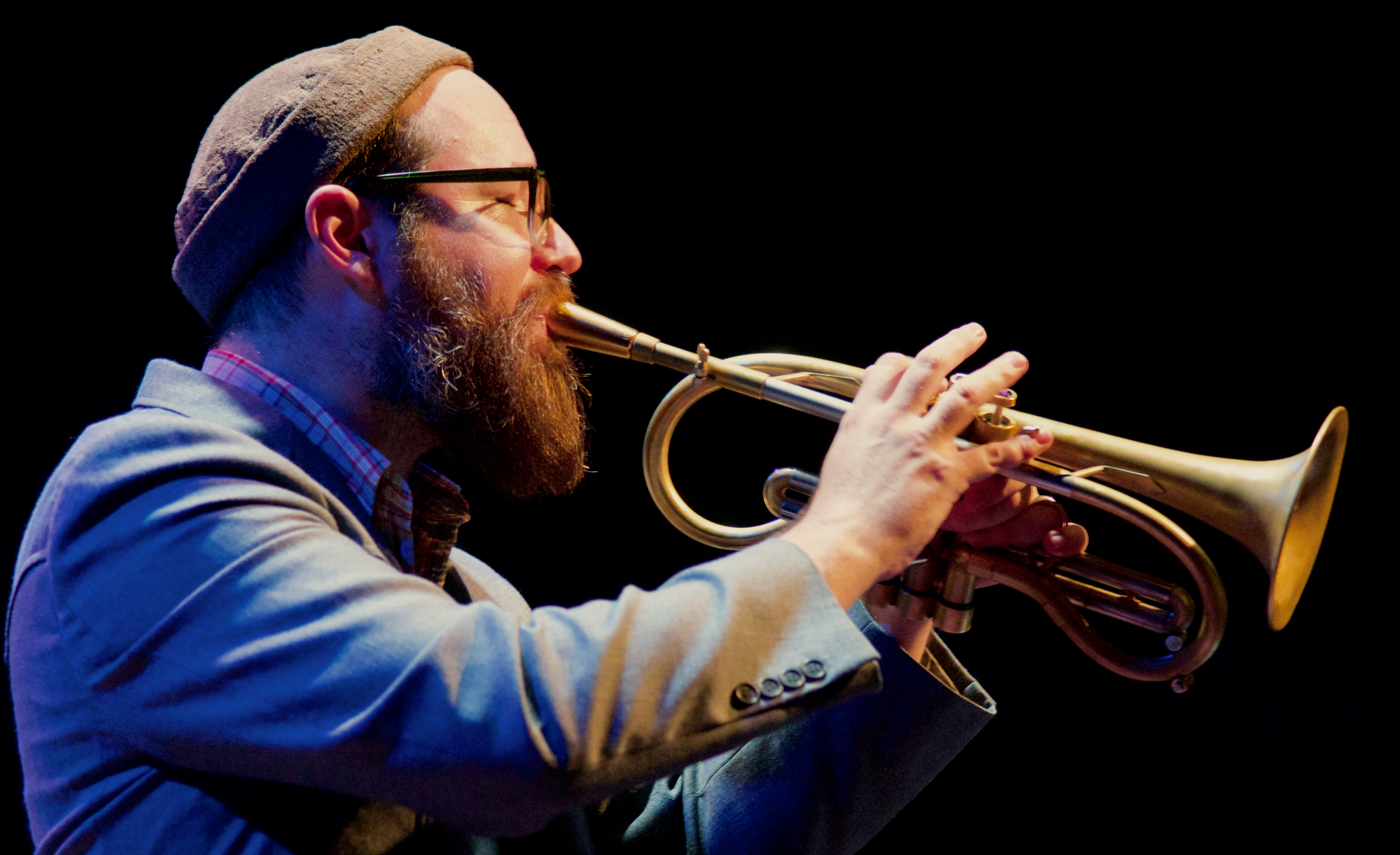
Il Kirk Knuffke Trio, 2 giugno 2016 BIM Amsterdam

Lo Straight-ahead jazz è un genere di jazz che si è sviluppato negli anni '60, con radici nei due decenni precedenti. Omette la musica rock e le influenze del free jazz che iniziarono ad apparire nel jazz durante questo periodo, preferendo invece strumenti acustici, accompagnamento di pianoforte convenzionale, modelli di walking bass e ritmi di batteria basati sullo swing e sul bop.

## Stile musicale
Uno studio condotto da Anthony Belfiglio presso l'Università del Texas ad Austin ha analizzato la musica di Oscar Peterson, Wynton Kelly, Wynton Marsalis e Marcus Roberts al fine di determinare le caratteristiche chiave del jazz straight-ahead che lo distinguono da altri generi. Belfiglio concluse che il walking bass, uno schema di basso 4/4 in cui un bassista suona una nota per ogni battuta, sincronizzato con uno schema di batteria basato sul ritmo, era una componente che definiva lo straight-ahead jazz.

## Contesto culturale
Spesso chiamati "musica classica americana", i sottogeneri del jazz mainstream sono stati meno "soggetti ai capricci della moda", secondo Scott Deveaux, rispetto ad altri generi, con il jazz che raggiunge la sua forma moderna attraverso "un lungo processo di maturazione". Durante gli anni '60, tuttavia, emersero due sottogeneri opposti, il jazz d'avanguardia e il fusion, con i neoclassicisti che emersero negli anni '80 per opporsi a entrambe queste fazioni. Il free jazz metteva in discussione la tradizionale comprensione dell'armonia jazz e suonava strutture di accordi "esterne" e il jazz, che era già diventato organico dopo lo sviluppo del bebop, divenne sempre più caotico man mano che le strutture precedenti all'interno di bebop si evolvevano in libera improvvisazione e, secondo alcuni critici, in "anarchia funzionale". Nel frattempo, un ceppo di musicisti jazz più concentrato sul successo commerciale attirò le influenze pop per sviluppare il jazz fusion e i primi semi di quello che in seguito divenne lo smooth jazz. Uno dei fondatori di questo campo era il produttore Creed Taylor, che trasformò oscuri musicisti jazz come George Benson e Grover Washington Jr. in star popolari incorporando influenze della musica pop in melodie jazz e improvvisazione.
I puristi dell'epoca non vedevano il nuovo sottogenere jazz fusion come jazz a causa delle sue influenze pop. Quindi fu formulato il termine jazz "straight-ahead" da critici e accademici per descrivere la musica che non impiega innovazioni di fusione, come il rock e gli strumenti elettrici. Per esempio, Tanner, Gerow e Megill riconducono l'estetica straight-ahead (diretta) all'era dell'hard bop, dopo la quale alcuni musicisti continueranno ad essere guidati dalla tradizione jazz di fronte a innovazioni oltre i confini.
Anche se il bop "non sia mai morto" nel corso degli anni '70, aveva "un profilo molto più basso" e "fu oscurato da altre tendenze" mentre la popolarità del fusion salì alle stelle. Quando Chuck Mangione si unì ai Jazz Messengers, ebbe luogo una "rottura nel consenso culturale sugli elementi del jazz autentico". I pochi musicisti determinati a mantenere la tradizione del jazz acustico andarono a piccole etichette indipendenti come Concord e Chiaroscuro, con quest'ultima etichetta che produceva sia musica swing che bop, due generi una volta in contrasto tra loro sul modernismo della bop.
L'impatto degli stili divergenti fu che, piuttosto che "una successione di periodi stilistici", il jazz era ora "un linguaggio internazionale" e "divenne difficile descrivere la direzione [del] jazz", rendendo difficile identificare il ramo primario del genere.

## Storia

### Anni '60: Radici nel bop
Il critico Scott Yanow nel suo saggio "Hard Bop" ha osservato che il decennio ha visto l'evoluzione del soul jazz e la fusione di jazz modale, soul jazz, hard bop e avanguardia nella più ampia identità hard bop. Tuttavia, con il progredire del decennio, la sperimentazione con la nozione mainstream del jazz moderno divenne popolare, prima con gli stili d'avanguardia sviluppati da Ornette Coleman e Don Cherry, e poi con gli esperimenti dei principali musicisti mainstream John Coltrane e Miles Davis. Mentre il rock guadagnava popolarità e lo swing manteneva il suo pubblico, la morte simultanea di Coltrane ebbe un forte impatto sull'innovazione nel mondo del jazz, con le pubblicazioni degli album di Coltrane che mantennero la massima importanza nel mondo del jazz molto tempo dopo la sua scomparsa. Infatti, tra la metà e la fine del XX secolo, ci furono così tanti giovani morti tra i musicisti jazz che uno studio condotto presso l'University Hospital di London, Ontario, concluse che "i musicisti jazz ... hanno perso 461 anni di produttività jazz in conseguenza della sola cirrosi". I cambiamenti nel mondo del jazz e l'ascesa del free jazz sono correlati al Black Power e ai movimenti spirituali, insieme alle idee di libertà di espressione associate al movimento degli anni '60 più in generale. Ma il nuovo genere ha lottato per ottenere la prevalenza in tutto il genere jazz, essendo stato "alla fine vittima di un'imboscata da parte della sua ingenuità".

### Anni '70: Era Jazz fusion

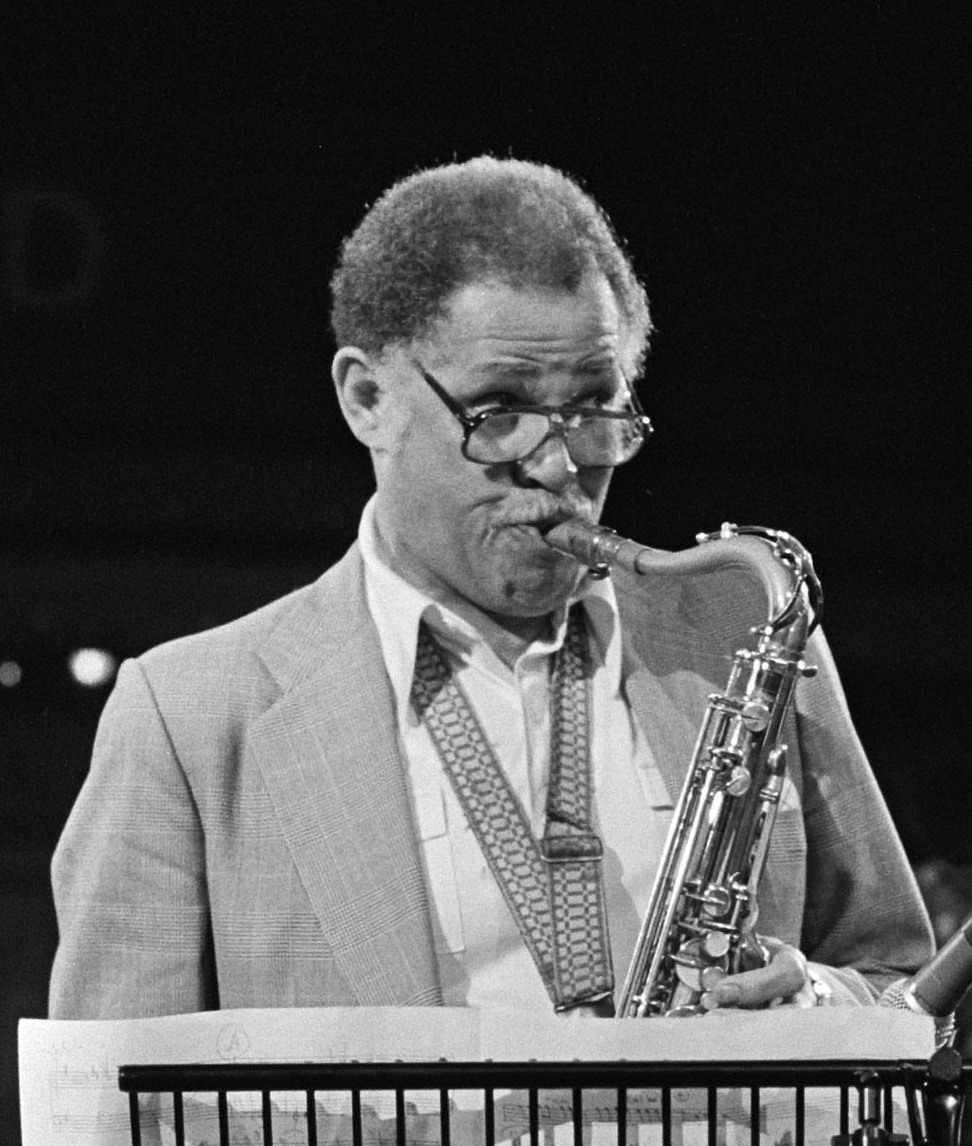
Dexter Gordon nel 1980

Dopo l'ascesa della jazz fusion, un certo numero di musicisti jazz hard bop o "straight-ahead" morirono o si ritirarono: Lee Morgan fu colpito da un colpo di pistola e Kenny Dorham morì nel 1972, Hank Mobley si ritirò a causa di una malattia polmonare dopo Breakthrough (1972), Cannonball Adderley morì nel 1975, e Charles Mingus morì di SLA nel 1979.

Il pianista jazz McCoy Tyner è stato uno dei pochi musicisti jazz rimasti a rifiutare lo stile elettrico della fusion jazz, con l'ex giovane stella che a un certo punto contemplava un lavoro part-time come tassista per sbarcare il lunario. Il suo album Sahara (1972) ha ricevuto due nomination ai Grammy, rilanciando la sua carriera e il plauso della critica e incoraggiando la Blue Note a pubblicare il suo vecchio materiale. A metà degli anni '70 il pianista jazz Cedar Walton fondò Eastern Rebellion, un ensemble con il tradizionale formato sassofono/piano/basso/batteria, con strumentisti principalmente acustici che vanno da George Coleman a Curtis Fuller e Billy Higgins che si univano alla band a rotazione. In contrasto con lo stile hard-bop di Walton, il pianista introspettivo Bill Evans mantenne i trii per pianoforte per tutti gli anni 1970, e dopo alcune sperimentazioni nei sottogeneri fusion ed elettrico a partire dal 1969, Evans tornò al formato trio acustico con Marc Johnson e Joe La Barbera durante gli anni '70.

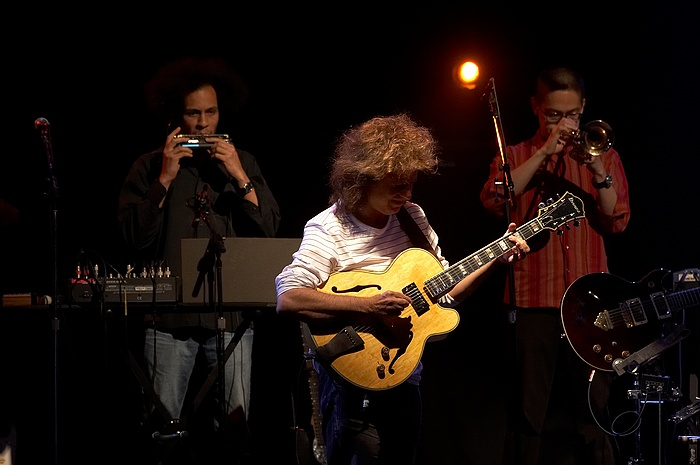
Le influenze acustiche ed elettriche miste di Pat Metheny

Molti musicisti jazz dell'era fusion esplorarono la tendenza influenzata dal pop pur rimanendo attaccati alle radici tradizionali. I membri del Charles Lloyd Quartet, tra cui il batterista Jack DeJohnette, credevano nella "fiamma della creatività e dell'esplorazione" in esperimenti d'avanguardia e di fusione nel corso del decennio. Bright Size Life (1976) del chitarrista Pat Metheny con Jaco Pastorius è un ulteriore esempio della fusione della fusione con la musica di un musicista relativamente straight-ahead. Queste esplorazioni coincisero con l'ascesa dell'etichetta jazz ECM. Con l'ascesa dell'ECM e delle tensioni politiche negli Stati Uniti, un numero crescente di musicisti jazz si spostò dagli Stati Uniti all'Europa, con la Scandinavia e la Francia che spostarono il "centro di gravità" del jazz verso il continente. La situazione cambiò ancora una volta, tuttavia, nel 1976, quando Dexter Gordon, una figura importante del bebop fin dagli anni Quaranta, tornò a New York dall'Europa. Il suo "ritorno a casa" generò un grande entusiasmo, ravvivando l'interesse per le forme musicali che lui e altri avevano mantenuto in vita in Europa mentre avevano perso importanza in Nord America. Gordon pubblicò una serie di registrazioni dal vivo e in studio fino alla fine degli anni '70 e le etichette Savoy e Blue Note ripubblicarono le registrazioni dai loro cataloghi Gordon.
Il giovane sassofonista tenore Scott Hamilton registrò il suo primo album nel 1977, con il titolo dell'album, Scott Hamilton Is a Good Wind Who Is Blowing Us No Ill, proveniente da una citazione di Leonard Feather. Tra i membri dell'album figurano il trombettista Bill Berry, il pianista Nat Pierce, il bassista Monty Budwig e il batterista Jake Hanna. Scott Yanow ha notato che lo sforzo neo-straight-ahead di Hamilton precede lo Young Lions Movement nonostante il suo approccio musicale simile.

### Anni '80: Revival
Con la stella nascente del trombettista Wynton Marsalis, lo stile hard-bop di Blakey divenne ancora una volta una forza importante nel mondo del jazz e durante gli anni '80, questo portò alla divulgazione dello straight-ahead jazz nei circoli del jazz. Ha pubblicato numerosi album, tra cui Album of the Year (1981) e Blue Night (1985) con la sua band Jazz Messengers prima di morire nel 1990. L'alunno dei Jazz Messengers Woody Shaw, tuttavia, morì all'età di 44 anni nel 1989 per le complicazioni dovute a un incidente in metropolitana, dopo collaborazioni con una serie di musicisti jazz orientati al bop, per oltre due decenni. Prima della sua morte, Shaw aveva registrato album come Solid (1987) con il sassofonista progressivo ma con radici bop Kenny Garrett, il pianista Kenny Barron, l'alunno di Shearing Neil Swainson al basso e Victor Jones alla batteria. Sarebbe seguito a questo album Bemsha Swing (1997), registrato dal vivo a Detroit con il pianista Geri Allen, il bassista Robert Hurst e il batterista Roy Brooks e un altro paio di album prima della sua morte, con Yanow che notava il suo alto livello di esecuzione nonostante il calo della vista e altri problemi di salute.

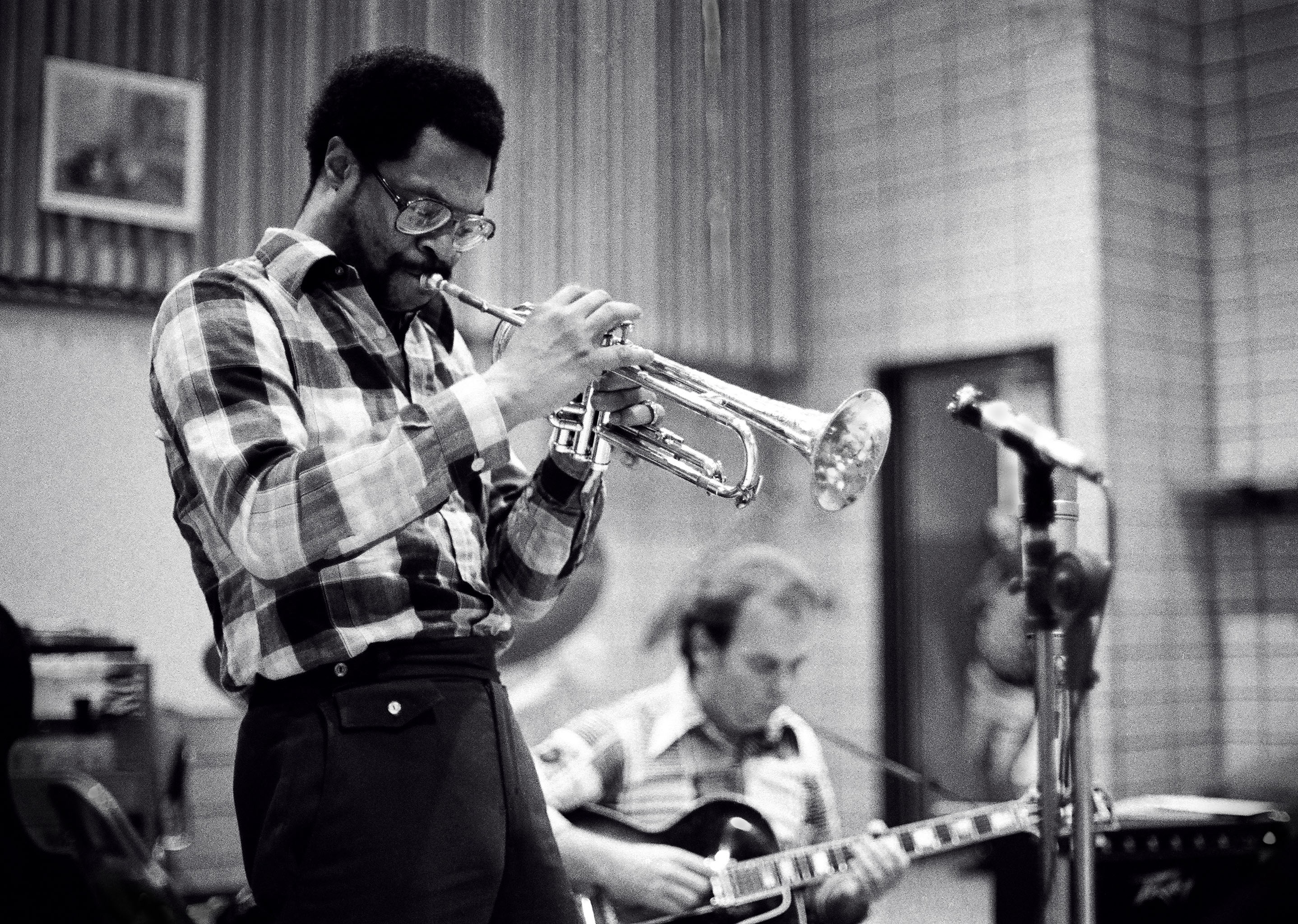
Woody Shaw alla fine degli anni '70

A metà degli anni '80 fu realizzato un film sul jazz degli anni '50 e '60, Round Midnight, sulla vita di Bud Powell, la cui colonna sonora ricevette una nomionation come "Miglior colonna sonora originale" del 1986. Il film aveva come protagonista Dexter Gordon, che ebbe la nomination come "Miglior attore", nella parte di un vecchio musicista jazz.
A metà degli anni '80, il sassofonista Stan Getz diresse un quartetto comprendente il pianista Kenny Barron, il bassista George Mraz e il batterista Al Foster. Nel 1987, a Getz fu diagnosticato un cancro e morì pochi anni dopo. Prima della sua morte aveva continuato a suonare con numerosi album, tra cui Anniversary!, e questi album degli anni '80 ricevettero il plauso della critica.  Un altro musicista cool jazz, il trombettista Chet Baker, morì nel 1988 nei Paesi Bassi, dopo essere tornato con successo da un periodo di jazz alla fine del 1960. L'album di Baker My Favorite Songs, Vol. 1-2: The Last Great Concert (1988) fu accolto con elogi dal critico Yanow, che aveva notato la sua "forma ispirata" nella registrazione finale, prima di atterrare morto, fuori da una finestra ad Amsterdam.
Il trombettista e flicornista Tom Harrell, dopo aver trascorso alcuni anni nel Horace Silver Quintet durante gli anni '70, divenne uno dei più importanti trombettisti jazz negli anni '80 dopo aver registrato una serie di album e collaborato ampiamente con il sassofonista contralto Phil Woods. Woods aveva formato il suo quintetto/quartetto dopo una breve incursione nel jazz elettronico e lo aveva ampliato per includere Harrell, seguito poi dal trombonista Hal Crook e dal trombettista Brian Lynch.

#### Young Lions Movement
Nel 1980 Wynton Marsalis era stato ampiamente associato al concetto di straight-ahead ed era uno dei pionieri del neo-bop jazz, un revival moderno dello straight ahead jazz, del bebop e dell'hard bop. Membro degli Art Blakey's Jazz Messengers, il trombettista Marsalis apparve nell'album Straight Ahead (1981) come membro della band di Blakey, allora una banda da 11 elementi.

Dopo l'ascesa di un certo numero di giovani artisti noti come "Young Lions", il movimento neo-bop si ramificò nel proprio sottogenere basato sulle sue "straightahead roots".

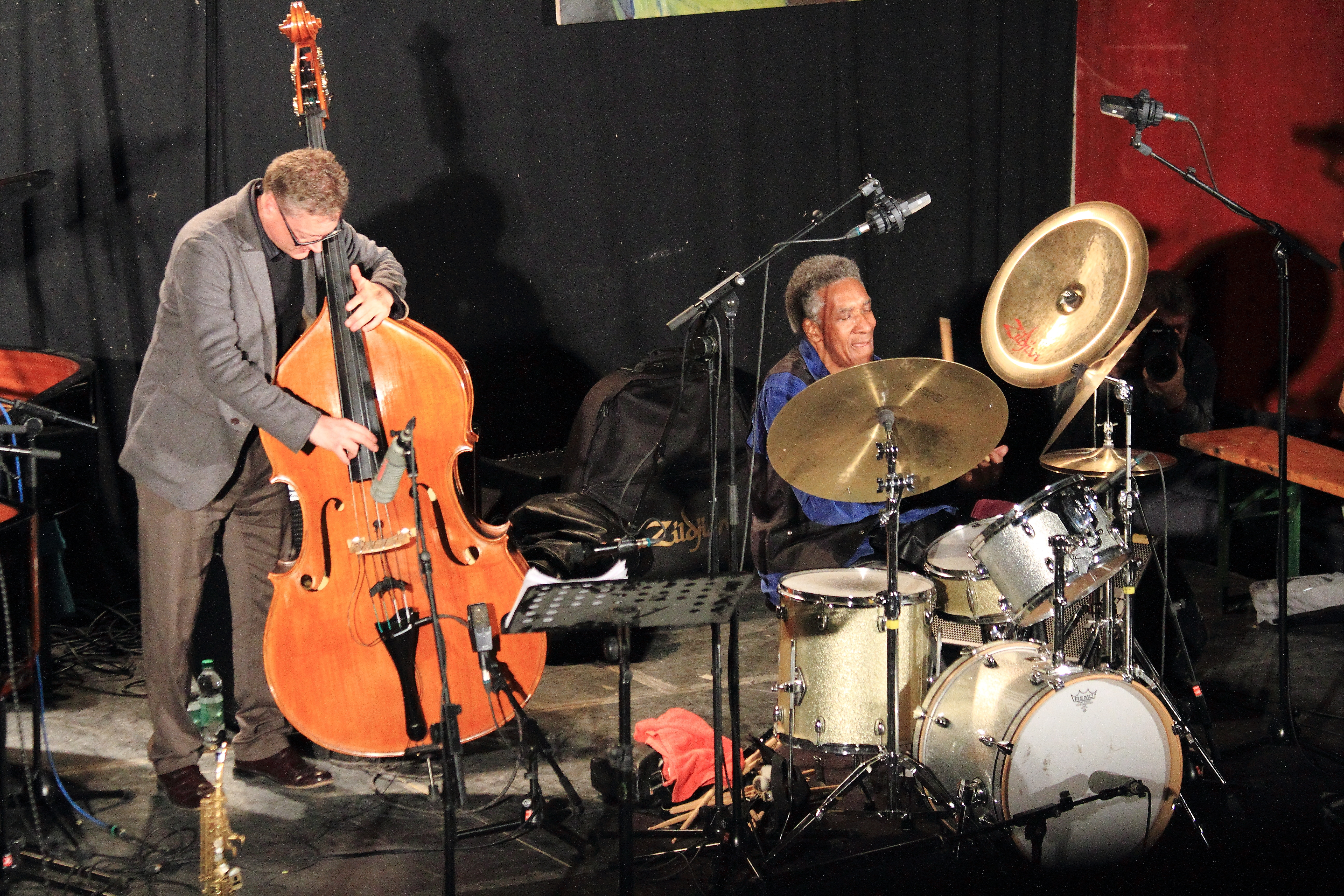
Al Foster Quartet nel 2016

### Anni '90: Hard bop e neo-bop
Con il nuovo decennio, l'influenza dei Jazz Messengers si riverberò in tutto il mondo dell'hard bop, con il "sincero revivalista hard-bop" Ralph Peterson, Jr., alla guida di un quintetto nello stile della band di Art Blakey. Nel 1990, il sassofonista contralto bebop e hard bop di lunga data Jackie McLean tornò a suonare dopo anni di insegnamento alla Hartford School dell'Università di Hartford. Cinquantotto anni all'epoca, notò, "mi restano solo tanti anni ancora" e giurò di "impegnarsi a tempo pieno con lo strumento", con il suo album The Jackie Mac Attack Live pubblicato nel 1991. Il suo modo di suonare nei suoi ultimi anni contrastava con i suoi esperimenti d'avanguardia negli anni '60, quando si era circondato di stelle nascenti. Un altro veterano del bop, Freddie Hubbard, che era passato al fusion negli anni '70 prima di unirsi al quintetto post-bop VSOP nel 1977, subì un infortunio al labbro nel 1992, che influenzò gravemente la sua carriera. Successivamente si unì al New Jazz Composers Octet di Davis Weiss, passando al flicorno, uno strumento più facile da usare rispetto alla tromba. Nel 1992 il bassista Dave Holland introdusse un pianista nel suo quintetto, allontanandosi dal modello di band d'avanguardia senza pianoforte e avvicinandosi all'hard bop. Il nuovo gruppo fu descritto dal New York Times come "vincolato e metodico".
Arturo Sandoval, un trombettista di origine cubana che sapeva suonare sia in contesti di jazz latino che di straight-ahead jazz, si trasferì in Florida negli anni '90 durante un tour, permettendogli di fare tournée più liberamente e suonare con una gamma più ampia di musicisti. Secondo il critico Richard S. Ginell, "ha attirato l'attenzione di tutto il mondo" quando è emerso sulla scena jazz, con il suo stile "ardente" e "tecnicamente impeccabile".

Nel 1995 Jim Merod intervistò il sassofonista Scott Hamilton per il libro Jazz as a Cultural Archive. Hamilton ha notato una vasta gamma di influenze, inclusi musicisti pre-bebop e jazz della West Coast, mentre Merod ha osservato che Hamilton era tra i "legami più contemporanei alla grande eredità del sassofono tenore...nel cuore...dell'archivio jazz". Hamilton ha vissuto nel Regno Unito durante il decennio, anche se ha continuato a registrare album come bandleader e turnista per la Concord, inclusi gli album di AllMusic Red Door: Remember Zoot Sims (1998) e Live at Birdland - 2 (1999).

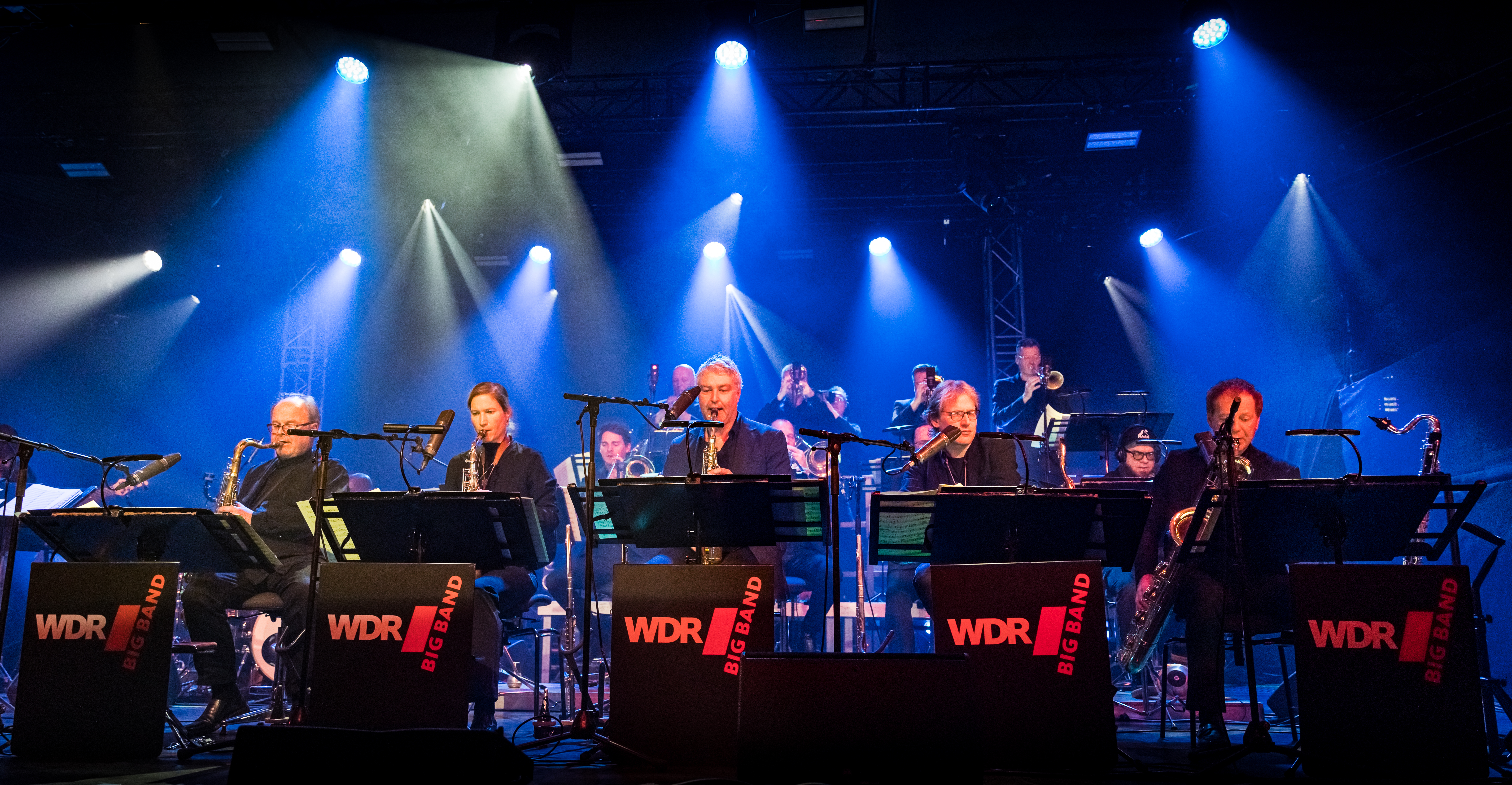
La WDR Big Band nel 2019

Ci sono stati un certo numero di musicisti orientati al bop che sono morti negli anni '90, compensati dall'ascesa di nuovi stili straight-ahead. Tra questi il sassofonista Stan Getz, il trombettista Miles Davis, il sassofonista Dexter Gordon, il trombettista Dizzy Gillespie e la cantante Sarah Vaughan. Inoltre, tutti e quattro i membri del Modern Jazz Quartet morirono negli anni '90 o 2000: Connie Kay nel 1994, Milt Jackson nel 1999, John Lewis nel 2001 e Percy Heath nel 2005. Il quartetto aveva preso influenze dal Third Stream ed era stato radicato nel bop a causa del background di Jackson e Lewis.
Queste morti furono sostituite da nuovi nomi tra cui il sassofonista Eric Alexander, che irruppe sulla scena jazz nei primi anni '90, dopo aver studiato con musicisti jazz come il pianista Harold Mabern, il sassofonista Joe Lovano, e il bassista Rufus Reid nel decennio precedente. Il suo debutto come leader arrivò con Straight Up for Delmark (1992) e nel 1998 aveva formato un quartetto con il pianista John Hicks, il bassista George Mraz e il batterista Idris Muhammad per registrare l'album Solid!.

### Anni 2000: Cantanti e influenze popolari
Il giovane cantante canadese Michael Bublé, fortemente influenzato da Frank Sinatra e cantanti jazz, mescolati a "standard jazz di vecchia scuola e canzoni pop contemporanee per adulti" per diversi album di successo, tra cui il suo album omonimo (2003), It’s Time (2005) e Call Me Irresponsible (2007). Il critico Aaron Latham ha osservato che "diversamente dalla maggior parte dei giovani ragazzi che gravitano verso le ultime tendenze rock o rap, Michael Bublé ha scelto di studiare i classici del pop di maestri di canto come Ella Fitzgerald e Frank Sinatra sviluppando lentamente la propria tecnica e carriera come interprete vocale".

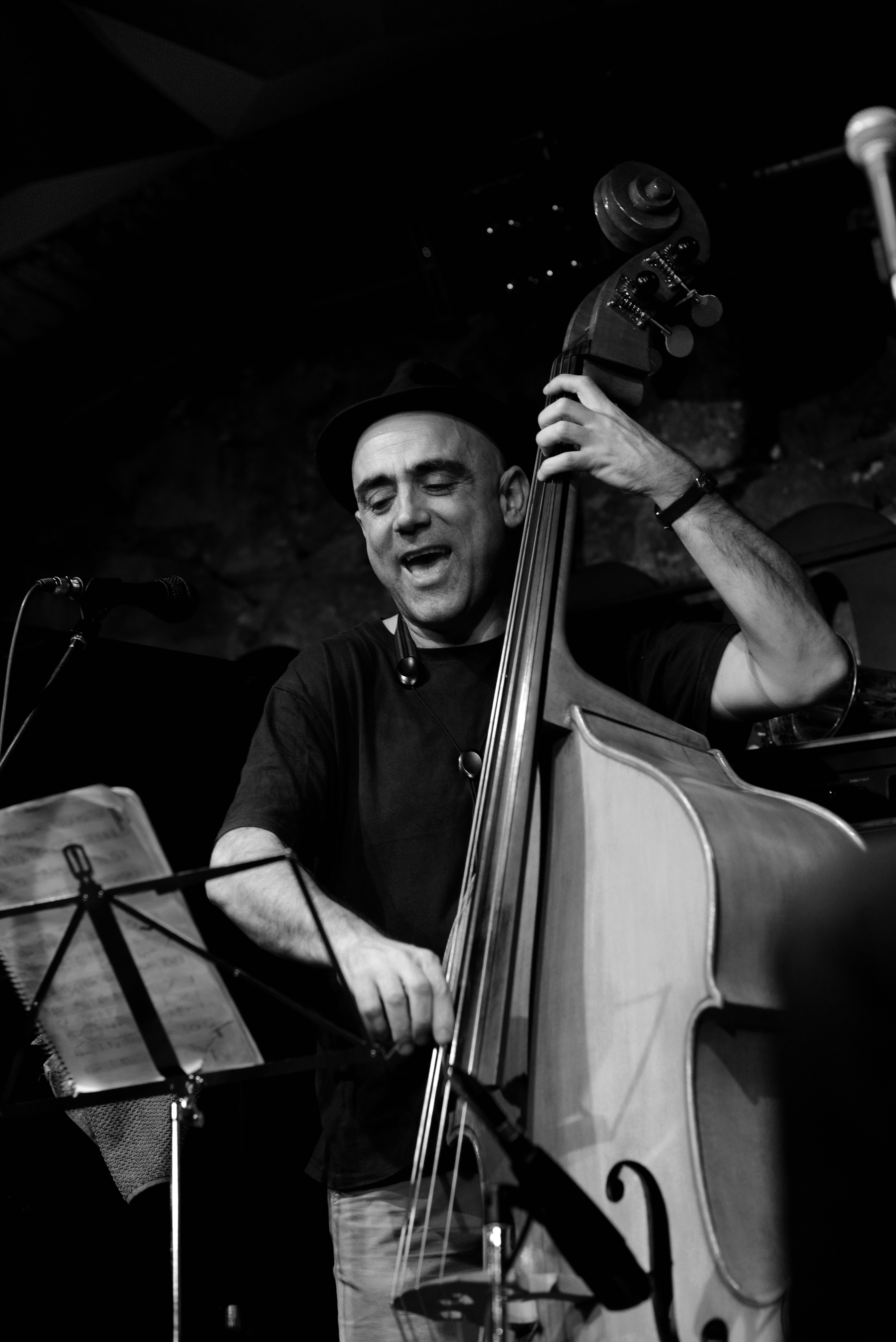
Joan Chamorro (basso)

Con l'ascesa dei social media e siti web come YouTube, artisti jazz e band sono stati in grado di ottenere popolarità senza album convenzionali, aumentando il loro successo. Ad esempio, il polistrumentista e insegnante di Barcellona Joan Chamorro ha fondato la Sant Andreu Jazz Band nel 2006 e ha raggiunto un vasto pubblico sulla piattaforma. La band giovanile ha allevato giovani multitalentati tra cui Andrea Motis (tp, sassofoni, voc) e Rita Payés (tb, g, voc) anche se spesso con musicisti di fama tra cui il pianista Ignasi Terraza e il sassofonista Scott Hamilton.
L'album del 2005 della WDR Big Band, con sede a Colonia, Show Skunk Funk con i Brecker brothers ha vinto al 49° Grammy Awards del 2006, con la big band che lo ha seguito con tributi ai musicisti jazz veterani Django Reinhardt e Duke Ellington.
Eric Alexander ha continuato a registrare, pubblicando tre album che hanno ricevuto 4.5 stelle da AllMusic: The Second Milestone (2001), It’s All in the Game (2006) e Gentle Ballads, Vol. 3 (2008). Nel secondo album ha registrato con Joe Farnsworth, che aveva sviluppato una cerchia di musicisti di straight-ahead jazz tra cui Marsalis, il pianista Cedar Walton e il sassofonista Benny Golson. Farnsworth aveva precedentemente usato il Jazz Club di Augie per suonare con musicisti bop tra cui Junior Cook, Harold Mabern e Eddie Henderson prima che il locale fosse rinnovato con il suo nome attuale, Smoke.

### Anni 2010: Crescita dei media online

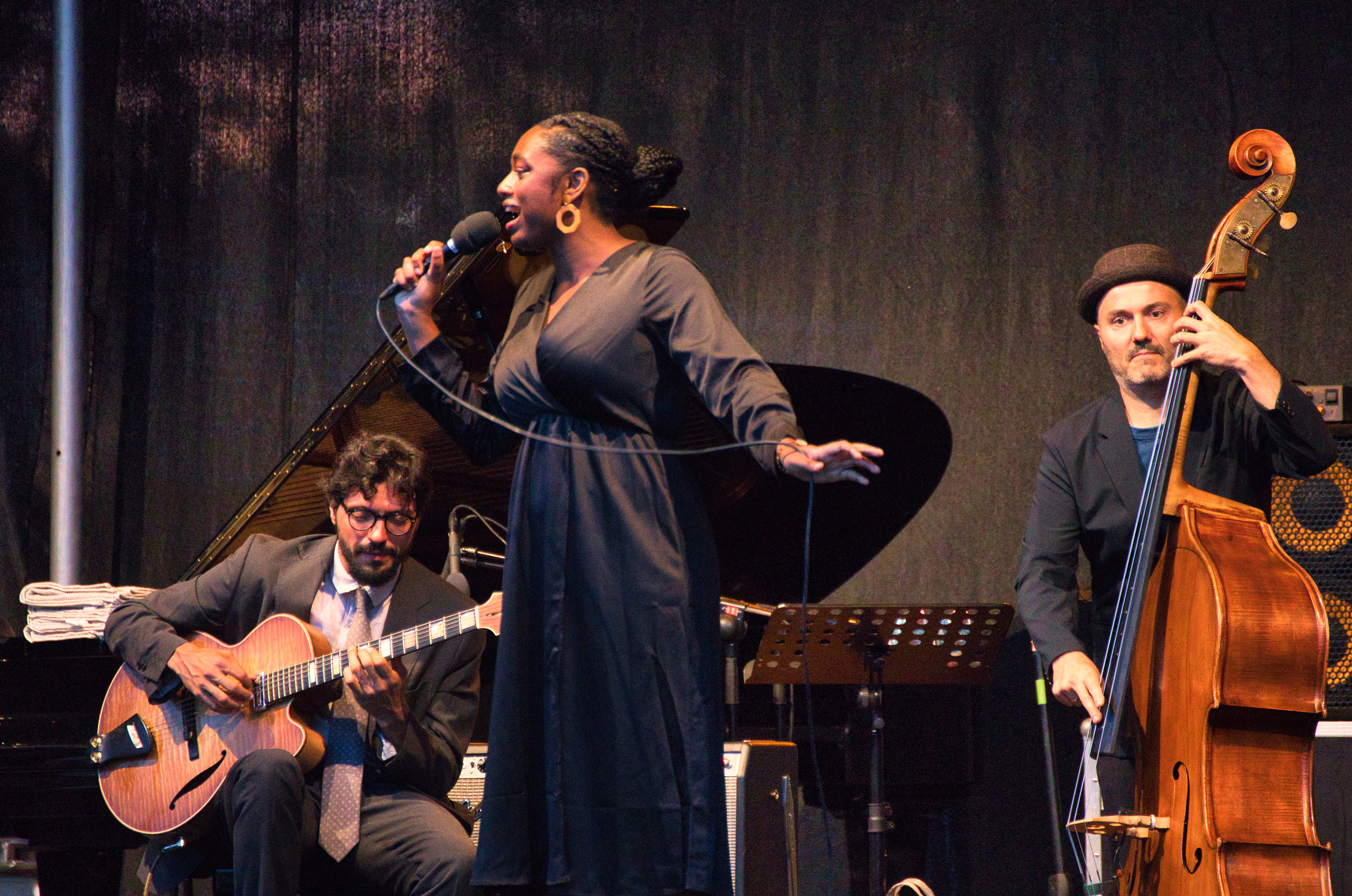
Pasquale Grasso (a sinistra) e Samara Joy (al centro)

Nel 2010 Joan Chamorro ha registrato Joan Chamorro Presenta Andrea Motis (2013) con la pianista Terraza. A questo segue Feeling Good (2014), un album registrato con la Sant Andreu Jazz Band, tra cui il chitarrista Josep Traver e il batterista Esteve Pi. Il critico di All About Jazz Bruce Lindsay ha descritto i musicisti di quest'ultimo album come una dimostrazione di "eccezionale delicatezza e gusto". Alla fine del 2021, Chamorro aveva caricato più di un migliaio di video sul canale YouTube della band.
Il giovane pianista jazz Emmet Cohen, allievo di Brian Lynch, ha registrato con il suo ex professore Questioned Answer (2014); l'album comprendeva anche il batterista Billy Hart e il bassista Boris Kozlov in alcuni brani. L'ormai veterano trombettista jazz Wynton Marsalis ha pubblicato un album registrato al Lincoln Center nel 2018, Una Noche con Rubén Blades, che è stato incluso da Laura Fernandez come uno degli album jazz del decennio del 2010, rappresentando la fusione dello straight-ahead con influenze latino-americane. Il trombettista Bruce Harris, un alunno di Essentially Ellington, ha guadagnato pubblicità nel 2010 con due spettacoli di Broadway e il suo album Beginnings.

### Anni 2020: ripresa dopo la COVID-19
Nel 2020, durante il blocco primaverile dovuto al coronavirus, il pianista Emmet Cohen, il bassista Russell Hall e il batterista Kyle Poole hanno aperto un canale YouTube per "Emmet’s Place", una sala concerti in un appartamento ad Harlem. Il canale ha guadagnato milioni di spettatori e ha invitato una vasta gamma di ospiti nel suo appartamento per sostenere il canale e mostrare lo straight-ahead jazz. The Guardian ha descritto lo stile musicale da lui eseguito come un "marchio di jazz inclusivo, che incorpora l'intera tradizione del genere dagli anni '20 ai giorni nostri" e ha notato la crescita esplosiva del suo seguito quasi interamente basato su Internet. Nel frattempo altri artisti, come Pasquale Grasso, mantennero marchi più specifici di straight-ahead jazz, con il chitarrista che registrò una "serie di vetrine digitali" con album tra cui Solo Standards e Be-Bop! con la cantante Samara Joy, il bassista Ari Roland e il batterista Keith Balla.